# کورال رکوردز
کورال رکوردز (انگلیسی: Coral Records) شرکت نشر موسیقی آمریکایی است، که در سال ۱۹۴۹ تأسیس شد.